# Lijst van voetbalinterlands Armenië - Finland (vrouwen)
Deze lijst van voetbalinterlands is een overzicht van alle officiële voetbalwedstrijden tussen de nationale vrouwenteams van Armenië en Finland. De landen hebben tot nu toe twee keer tegen elkaar gespeeld.

## Wedstrijden
| № | Plaats   | Datum             | Competitie           | Wedstrijd         | Uitslag |
| - | -------- | ----------------- | -------------------- | ----------------- | ------- |
| 1 | Jerevan  | 19 september 2009 | WK 2011 kwalificatie | Armenië − Finland | 0 − 4   |
| 2 | Helsinki | 21 november 2009  | WK 2011 kwalificatie | Finland − Armenië | 7 − 0   |

## Samenvatting
| Competitie      | Totaal gespeeld | Winst Armenië | Gelijk | Winst Finland | Doelsaldo Armenië – Finland |
| --------------- | --------------- | ------------- | ------ | ------------- | --------------------------- |
| WK-kwalificatie | 2               | 0             | 0      | 2             | 0 − 11                      |
| Totaal          | 2               | 0             | 0      | 2             | 0 − 11                      |